# Schloss Syburg
Das Schloss Syburg ist ein Wasserschloss und bildet mit mehreren Häusern den Gemeindeteil Syburg der Gemeinde Bergen im Landkreis Weißenburg-Gunzenhausen (Mittelfranken, Bayern). Syburg liegt in der Gemarkung Thalmannsfeld.

## Lage
Der Weiler und das Schloss steht auf einer Hochfläche der Weißenburger Alb, einem Teilhöhenzug der Fränkischen Alb, im Osten des Landkreises Weißenburg-Gunzenhausen südöstlich von Bergen und nahe dem Gemeindeteil Thalmannsfeld. Im Süden liegt Nennslingen. Das Schloss ist umrahmt von Wäldern und Wiesen. Der Schlossgraben und der unweit davon befindliche südliche Gutzenweiher wird vom Hauptgraben gespeist, der mit dem nahegelegenen Weiherespangraben östlich des Schlosses zum Erlenbach zusammenfließt. Eine kleine Straße verbindet das Schloss mit der Kreisstraße WUG 16, die südöstlich des Schlosses zur Kreisstraße WUG 14 führt. Am Schloss führen ein Wanderweg und ein Radwanderweg vorbei. 
Der Ort liegt inmitten des Naturparks Altmühltal in einem Landschaftsschutzgebiet und ist umrahmt von einem Fauna-Flora-Habitat.

## Geschichte

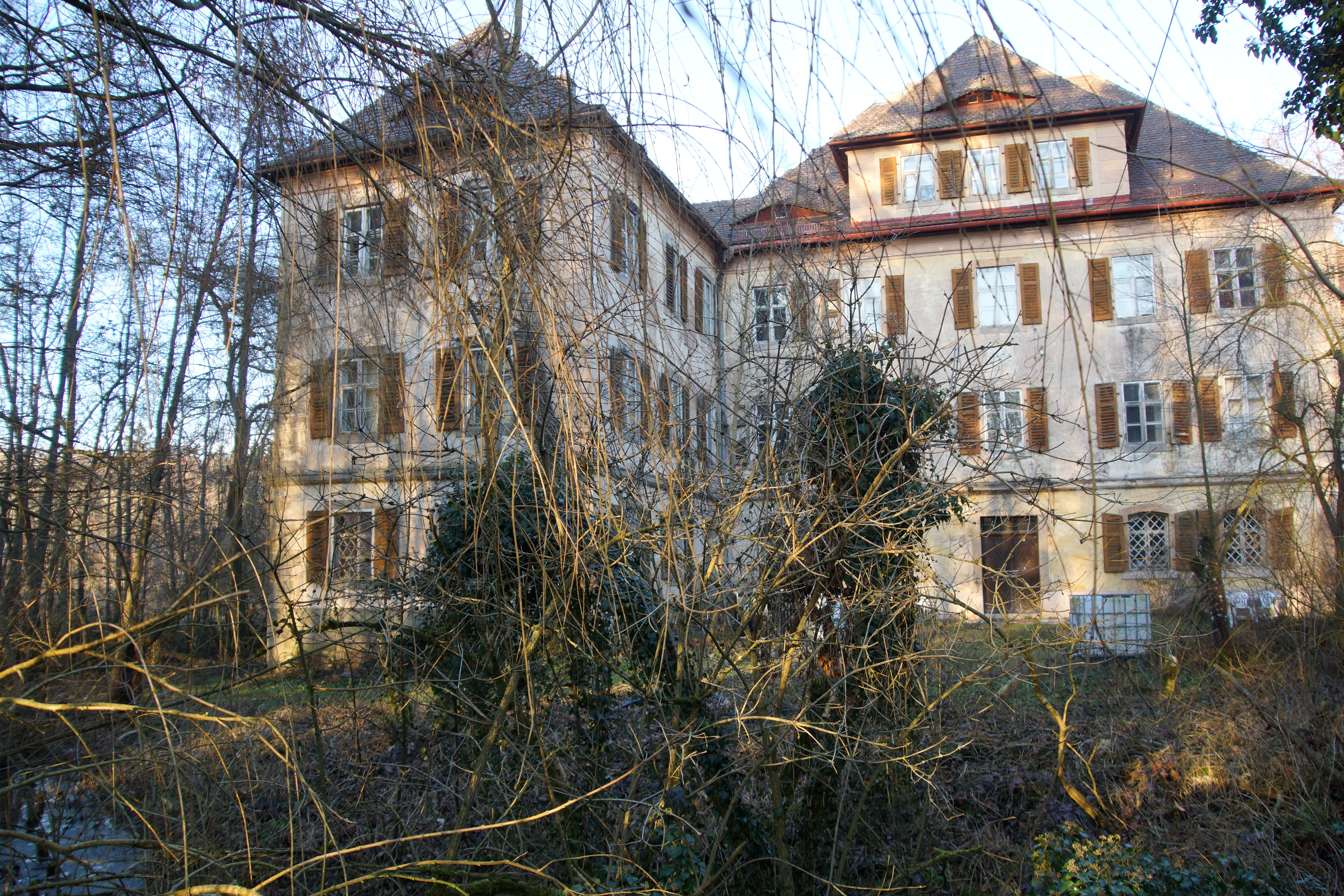
Blick auf das Schloss Syburg

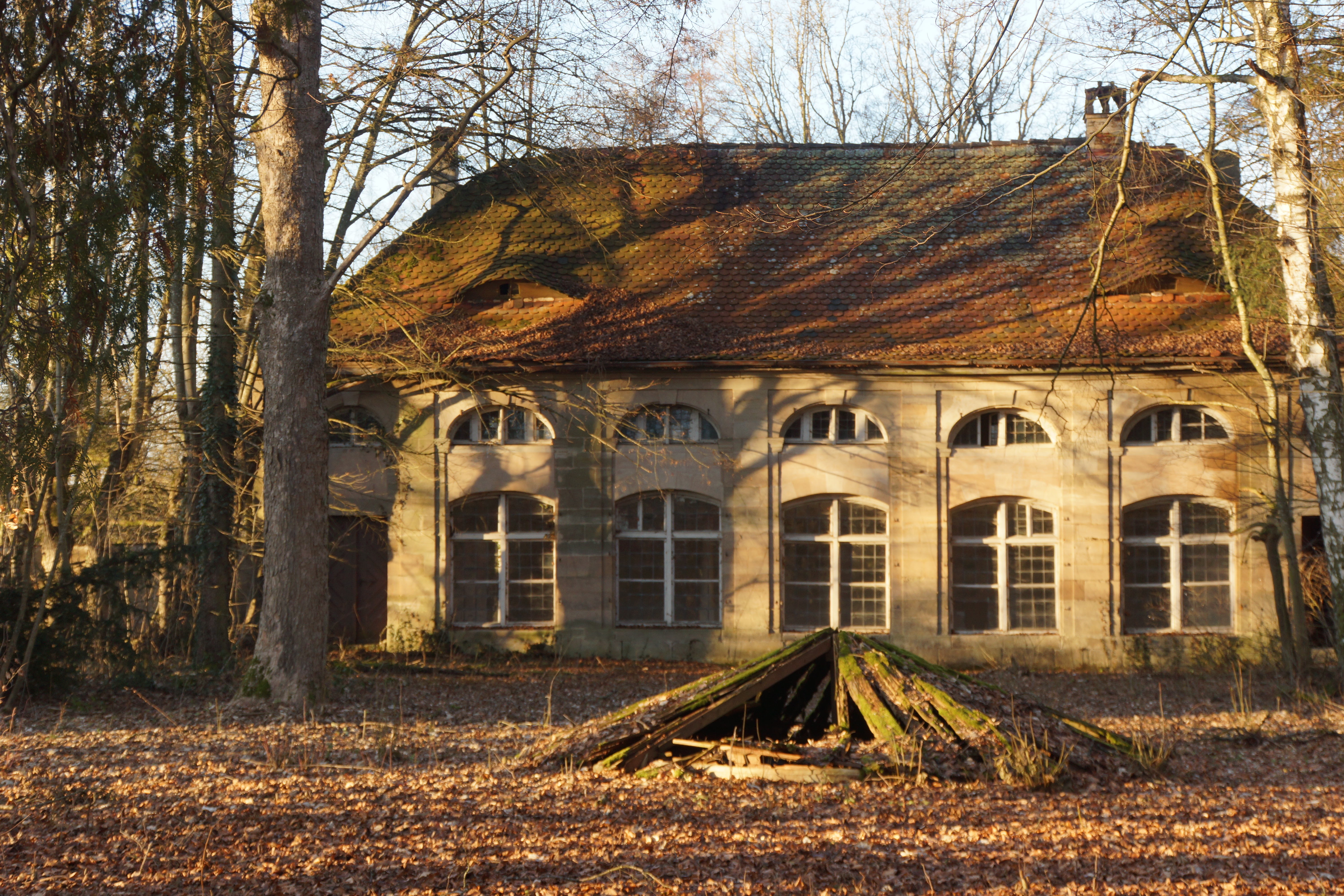
Orangerie von Schloss Syburg

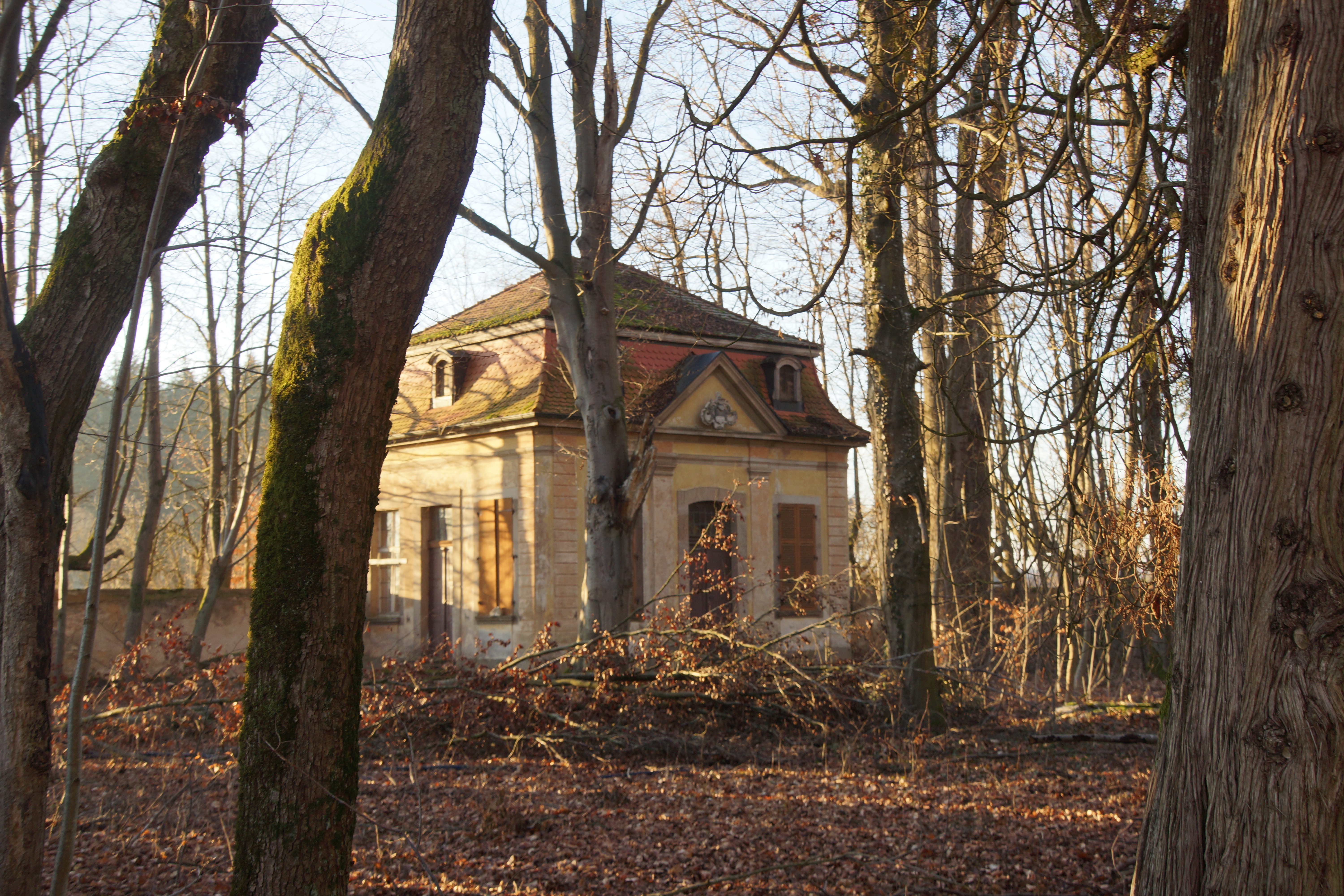
Gartenpavillon von Schloss Syburg

Schloss Syburg ist ein 1470 erstmals erwähntes Wasserschloss, das auf eine Wasserburg des 11. Jahrhunderts zurückgeht und das von den Schenken von Geyern erworben wurde. Im 18. Jahrhundert fand ein Ausbau zur Rokokoanlage statt. Der Hauptbau ist ein dreigeschossiger, zweiflügliger Walmdachbau aus der Mitte des 18. Jahrhunderts. Der Ökonomiehof stammt aus dem 16. Jahrhundert, der Torturm ist von 1759, die Orangerie und der Gartenpavillon entstanden um 1750.
Im Jahre 1846 waren im Ort Syburg neben dem Schloss neun Häuser, dreizehn Familien und 41 „Seelen“ sowie ein Wirt und ein Schuhmacher verzeichnet. 1871 lebten die vierzig Einwohner des Ortes in elf Gebäuden. Sie besaßen insgesamt fünf Pferde und 21 Stück Rindvieh. Vor der Gemeindegebietsreform in Bayern in den 1970er Jahren war Syburg ein Gemeindeteil von Thalmannsfeld, welches am 1. Mai 1978 nach Bergen eingemeindet wurde.
Bis in die 1960er Jahre war das Schloss Sitz eines Zweiges der Adelsfamilie Schenk von Geyern. Maximilian Ernst Freiherr Schenk von Geyern verkaufte es 1970 an Ernst August Prinz zur Lippe. Im Jahre 1977 ersteigerte ein Privatmann das Schloss, der regionales Interesse auf sich zog, da er sich aufgrund einer nahen Kläranlage in einem Rechtsstreit mit der Gemeinde und dem Landkreis befand. Für Januar 2017 war die Zwangsversteigerung durch das Amtsgericht Weißenburg vorgesehen, diese wurde nach Begleichung der Schulden ausgesetzt. Nach einer Einigung mit den Erben wurde das Schloss 2021 durch den Frankfurter Unternehmer Hans-Jürgen Hilscher erworben. Dieser plant einen Teil des Schlosses für das Projekt „Syburg 2025“ zur Location für Events und Tagungen umzubauen. Andere Teile des Anwesens will er privat nutzen.

## Baudenkmäler
Die gesamte Schlossanlage wurde vom Bayerischen Landesamt für Denkmalpflege unter der Nummer D-5-77-115-31 als Baudenkmal in die Bayerische Denkmalliste eingetragen. Die untertägigen Bestandteile des Wasserschlosses und die mittelalterliche Vorgängeranlage wurden zu einem Bodendenkmal unter der Nummer D-5-6932-0091 erklärt.
Außerdem ist ein Gasthaus südöstlich des Schlosses, ein zweigeschossiger Walmdachbau aus dem 18. Jahrhundert, zusammen mit seinem Nebengebäude unter der Nummer D-5-77-115-32 in die Denkmalliste eingetragen.
Das Schloss ist als landschaftsprägendes Denkmal eingestuft.